# هنري بارون
هنري بارون (بالإنجليزية: Henry Barron)‏ هو قاضي ومحامي أيرلندي، ولد في 25 مايو 1928، وتوفي في 25 فبراير 2010.